# Amundi
Amundi è una società di gestione dei patrimoni francese controllata da Crédit Agricole. È il più grande asset manager in Europa e uno dei maggiori gestori di investimenti al mondo.
Fondata nel gennaio 2010, la società è il risultato della fusione tra le attività di gestione patrimoniale di Crédit Agricole (Crédit Agricole Asset Management, CAAM) e Société Générale (Société Générale Asset Management, SGAM).  In termini legali, il Gruppo Amundi possiede Amundi Asset Management, così come diverse altre filiali nel settore della gestione patrimoniale, in particolare CPR Asset Management (CPR AM) e BFT Investment Managers (BFT IM) in Francia. Nel 2017 Amundi ha acquisito Pioneer Investments, società di asset management controllata da UniCredit, e nel 2021 ha acquisito Lyxor Asset Management, società che era controllata da Société Générale.
Dal novembre 2015 è quotata sull'Euronext Paris.

## Storia

### Gli inizi
Alla fine del 2008, Crédit Agricole e Société Générale hanno deciso di fondere le rispettive controllate di asset management in una nuova società. In precedenza, queste due filiali, Crédit Agricole Asset Management (CAAM) e Société Générale Asset Management (SGAM), gestivano ciascuna una gamma di fondi, composta da fondi obbligazionari, fondi azionari, prodotti alternativi e strutturati e una serie di ETF.
Il 26 gennaio 2009 è stato firmato un accordo preliminare tra le due parti, quindi un accordo definitivo è stato firmato il 9 luglio 2009, stabilendo che Crédit Agricole deterrà il 75% della nuova società e Société Générale il 25%. Il nome 'Amundi' è stato annunciato ufficialmente il 23 ottobre 2009. La società, gestita da Yves Perrier, all'epoca amministratore delegato di CAAM, è stata creata il 1º gennaio 2010 dopo aver avuto il via libera dalla Commissione europeaa seguito dell'autorizzazione della Commissione Europea. La fusione ha comportato il taglio di 260 posti di lavoro a livello globale e la creazione di circa 60 nuove posizioni nel risk management e nella distribuzione commerciale.
Con 670 miliardi di euro di cespiti in gestione alla vigilia della sua creazione, Amundi è emersa come la terza più grande società di asset management europea, dietro Axa e Allianz  ed è diventata uno dei primi 10 maggiori asset manager a livello mondiale.

### Sviluppo in Europa e Stati Uniti
I fondi di Amundi sono distribuiti principalmente attraverso le reti bancarie dei suoi azionisti di maggioranza: Crédit Agricole, LCL (una controllata di Crédit Agricole), Société Générale e Crédit du Nord (una controllata di Société Générale), che insieme rappresentavano oltre il 70% degli afflussi netti di Amundi all'inizio, mentre il resto proviene da investitori istituzionali. La società ha ampliato la sua base di investitori nel tempo. Nel 2015 oltre il 60% del patrimonio gestito proveniva da fonti esterne a queste reti bancarie.
Nel 2012 Amundi ha stipulato un accordo di distribuzione con l'asset manager TOBAM e ha acquisito una partecipazione del 10,6% nel capitale della società (quota che è salita al 20% nel 2016).
Nel giugno 2013, Amundi ha annunciato l'acquisizione di Smith Breeden Associates negli Stati Uniti, entrata in vigore nell'ottobre 2013. La società, specializzata nella gestione di fondi obbligazionari in dollari, gestiva allora circa 6,4 miliardi di dollari, ovvero 4,9 miliardi di euro. A seguito della transazione, Smith Breeden Associates è stata ribattezzata "Amundi Smith Breeden LLC" ed è diventata la sede centrale delle operazioni nordamericane di Amundi.
Nel 2014 Amundi acquisisce parte dei 126 centri commerciali del gruppo Carrefour attraverso la società immobiliare Carmila e la gestione del Fondo KAF in Malaysia. Nell'ottobre 2014, Amundi ha acquisito il 100% del capitale di Bawag PSK Invest, una filiale di gestione degli investimenti della banca austriaca Bawag PSK, segnando l'ingresso di Amundi nel mercato austriaco. Bawag PSK Invest, entrata a far parte del franchise Amundi, gestisce circa 4,6 miliardi di euro di asset attraverso una gamma di 78 fondi. L'acquisizione includeva un accordo con Bawag Bank PSK per distribuire i fondi di Amundi attraverso la sua rete di circa 500 filiali in Austria. Poco dopo, Amundi ha annunciato l'acquisizione dell'87,5% del capitale di Kleinwort Benson Investors, una società di gestione degli investimenti con sede a Dublino e filiali a Boston e New York con un patrimonio di 7,6 miliardi di euro.
Nel corso del 2014 Crédit Agricole SA ha incrementato la propria partecipazione in Amundi acquisendo il 5% del capitale della società da Société Générale per 337,5 milioni di euro. Crédit Agricole SA ha così acquisito il controllo dell'80% del capitale di Amundi che resterà ad ogni modo il principale fornitore di soluzioni di risparmio e investimento per le reti bancarie al dettaglio e assicurative di Société Générale per un mandato quinquennale rinnovabile nell'ambito di una partnership a lungo termine.

### Quotazione in Borsa e uscita di Société Générale
Il 17 giugno 2015, Crédit Agricole e Société Générale hanno annunciato l'intenzione di quotare Amundi in Borsa entro la fine dell'anno. Nel 2015, Société Générale ha venduto l'intera partecipazione del 20% che deteneva in Amundi durante l'offerta pubblica iniziale della società. Da allora, Société Générale non figura tra gli azionisti di Amundi. L´IPO ha consentito a Crédit Agricole di vendere il 5% delle sue quote nel 2015, rimanendo l'azionista di maggioranza con il 75% del capitale sociale complessivo di Amundi. Il Gruppo Amundi è stato quotato alla Borsa Euronext il 12 novembre 2015 con una capitalizzazione di mercato di 7,5 miliardi di euro. Le azioni del gruppo avevano un prezzo di 45 euro per azione e hanno chiuso la loro prima seduta a poco più di 47 euro. La stampa ha messo a confronto il successo dell'IPO con quelli di Deezer e Oberthur Technologies, entrambi annullati prima della quotazione di Amundi nel contesto di un ambiente commerciale difficile a causa delle turbolenze del mercato nell'estate 2015.

### Acquisizione di Pioneer Investments
Alla fine del 2016, in dicembre,  Amundi acquisisce per 3,75 miliardi di euro Pioneer Investments, società di gestione del risparmio della banca italiana UniCredit, portando i suoi asset under management a 1.276 miliardi di euro, rendendo così la società l'ottava a livello mondiale e la prima in Europa.
L'acquisizione ha infatti consentito ad Amundi di espandere la propria rete distributiva in Italia, Germania e Austria, dove Pioneer Investments aveva già una presenza consolidata, ampliando al contempo la propria competenza nella gestione degli investimenti.  L'Italia diventa il secondo mercato di Amundi dopo la Francia. Negli Stati Uniti, il nome "Pioneer" è stato mantenuto e fuso con quello di Amundi per creare un nuovo marchio, "Amundi Pioneer". Quando l'acquisizione è stata annunciata, Amundi ha dichiarato di voler ridurre la forza lavoro combinata delle due società di 450 persone su un totale di 5.000 dipendenti in tutto il mondo.
Il 4 gennaio 2022 si completa l’acquisizione, da parte di Amundi, di Lyxor Asset Management, società di risparmio gestito precedentemente controllata da Société Générale, dando vita al secondo più grande provider di ETF in Europa.